# Annexió de Crimea a l'Imperi Rus

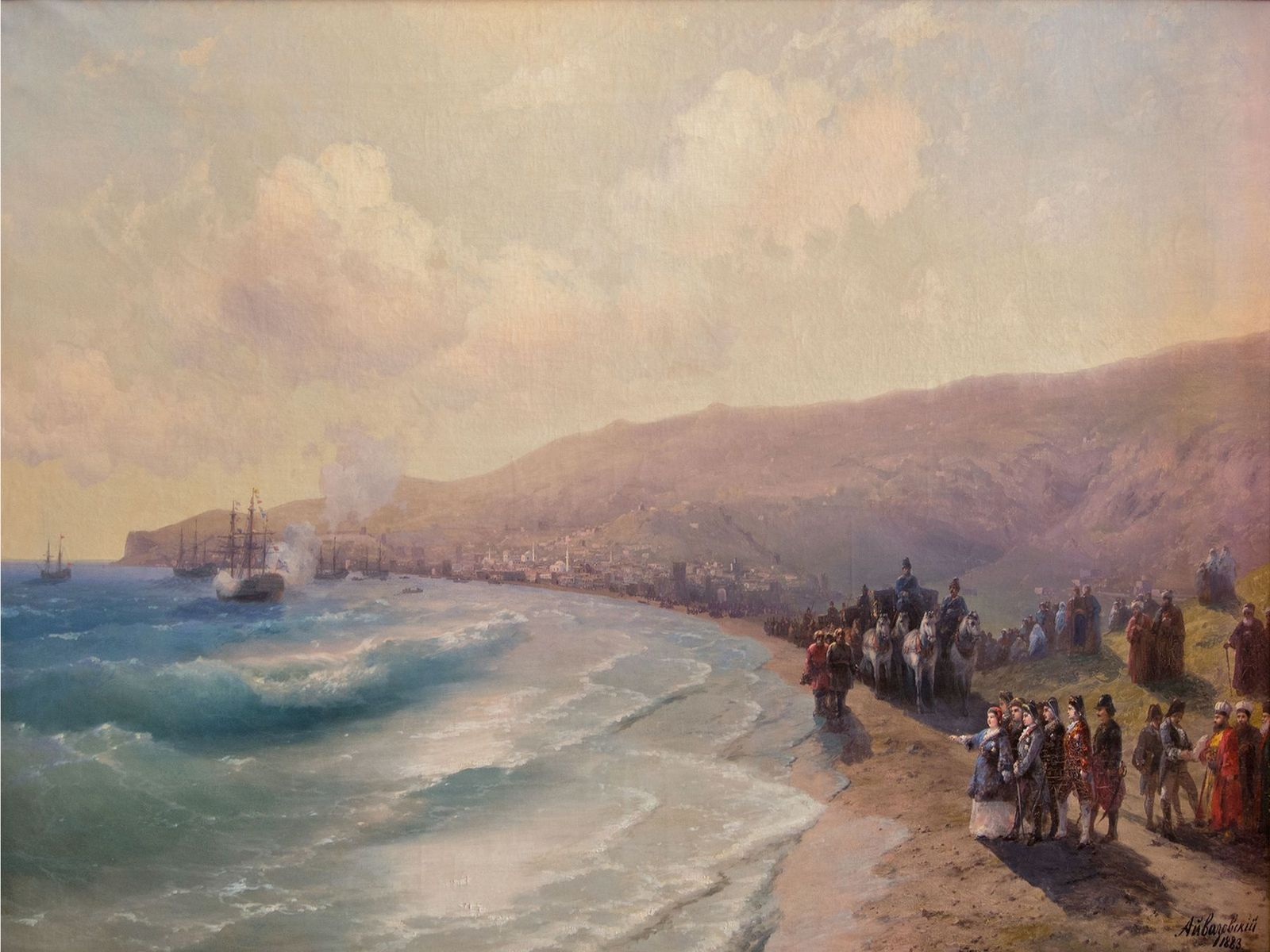
Pintura d'Ivan Aivazovsky: Arribada de Caterina II a Feodòssia

L'annexió de Crimea a l'Imperi Rus es va produir el 19 d'abril de 1783, a partir d'un territori prèviament controlat pel Kanat de Crimea i en mans del tàtars amb filiació otomana. El període abans de l'annexió va estar marcat per la interferència de l'Imperi Rus en els afers de Crimea, una sèrie de revoltes dels tàrtars de Crimea i l'ambivalència otomana. L'annexió es va dur a terme durant 134 anys de govern de l'Imperi Rus, i va acabar amb la Revolució Russa de 1917.
Després de canviar de mans diverses vegades durant la Guerra Civil Russa, Crimea va formar part de la República Socialista Federativa Soviètica de Rússia des de 1921, i després va ser transferida a la República Socialista Sovètica d'Ucraïna el 1954, que es va convertir en Ucraïna independent el 1991. La Federació Russa es va annexionar Crimea el març de 2014, restablint el domini rus de la península, tot i que aquesta annexió no està reconeguda internacionalment.

## Preludi

### Crimea independent (1774–76)
Abans que Rússia derrotés l'Imperi Otomà a la guerra russo-turca de 1768–1774, el kanat, poblat en gran part per tàrtars de Crimea, havia format part de l'Imperi Otomà. En el Tractat de Küçük Kaynardja, que va ser el resultat d'aquella guerra, l'Imperi Otomà es va veure obligat a cedir la sobirania sobre el Kanat, i permetre que esdevingués un estat independent sota la influència russa. Els tàrtars de Crimea no tenien cap desig d'independència i tenien un fort vincle emocional amb l'Imperi Otomà. Dos mesos després de la signatura del tractat, el govern del kanat va enviar emissaris als otomans, demanant-los que "destruïssin les condicions de la independència". Els representants van dir que com que les tropes russes restaven estacionades a Crimea a Jeni-Kale i Kerx, el kanat no es podia considerar independent. No obstant això, els otomans van ignorar aquesta petició, no desitjant violar l'acord amb Rússia. En el desordre que va seguir la derrota turca, el líder tàrtar Devlet Giray es va negar a acceptar el tractat en el moment de la seva signatura. Després d'haver estat lluitant contra els russos a la Regió de Kuban durant la guerra, va creuar l'estret de Kertx fins a Crimea i es va apoderar de la ciutat de Kaffa (actual Feodòssia). Posteriorment Devlet es va apoderar del tron de Crimea, usurpant Sahib Giray. Malgrat les seves accions contra els russos, l'emperadriu russa Caterina la Gran va reconèixer Devlet com a Kan.
Al mateix temps, però, preparava el seu favorit Şahin Giray, que residia a la seva cort, per aquesta missió. Amb el pas del temps, el govern de Devlet es va tornar cada cop més insostenible. El juliol de 1775, va enviar un grup d'enviats a Constantinoble per negociar la reentrada del Kanat de Crimea a l'Imperi Otomà. Aquesta acció va ser un desafiament directe al Tractat de Küçük Kaynardja, que va demanar als otomans que el descartessin. El diplomàtic Ahmed Resmî Efendi, que havia ajudat a redactar el tractat, es va negar a proporcionar cap assistència al kanat, sense voler iniciar una altra guerra desastrosa amb Rússia. L'emperadriu Catalina va donar l'ordre d'envair Crimea el novembre de 1776. Les seves forces van aconseguir ràpidament el control de Perekop, a l'entrada de la península. El gener de 1777, Şahin Giray, amb el suport de Rússia, va creuar a Crimea per l'estret de Kertx, tal com havia fet Devlet. Aquest, conscient de la seva imminent derrota, va abdicar i va fugir a Constantinoble. Şahin va ser instaurat com a kan titella, indignant la població musulmana de la península. Quan va saber aquesta notícia, el sultà otomà Abdul Hamid I va assenyalar que "Şahin Giray és una eina. L'objectiu dels russos és prendre Crimea." Şahin, un membre de la Dinastia Giray, va intentar una sèrie de reformes per "modernitzar" el Kanat. Aquestes incloïen intents de centralitzar el poder en mans del Kan, establint un domini "autocràtic", igual que a Rússia. Anteriorment, el poder s'havia repartit entre els líders de diferents clans, anomenats beis. Va intentar instituir els impostos estatals, un exèrcit reclutat i centralitzat, i substituir el sistema jurídic otomà tradicional basat en la religió pel dret civil. Aquestes reformes, destinades a interrompre l'antic ordre otomà, van ser menyspreades per la població de Crimea.

### Revoltes de Crimea (1777–82)

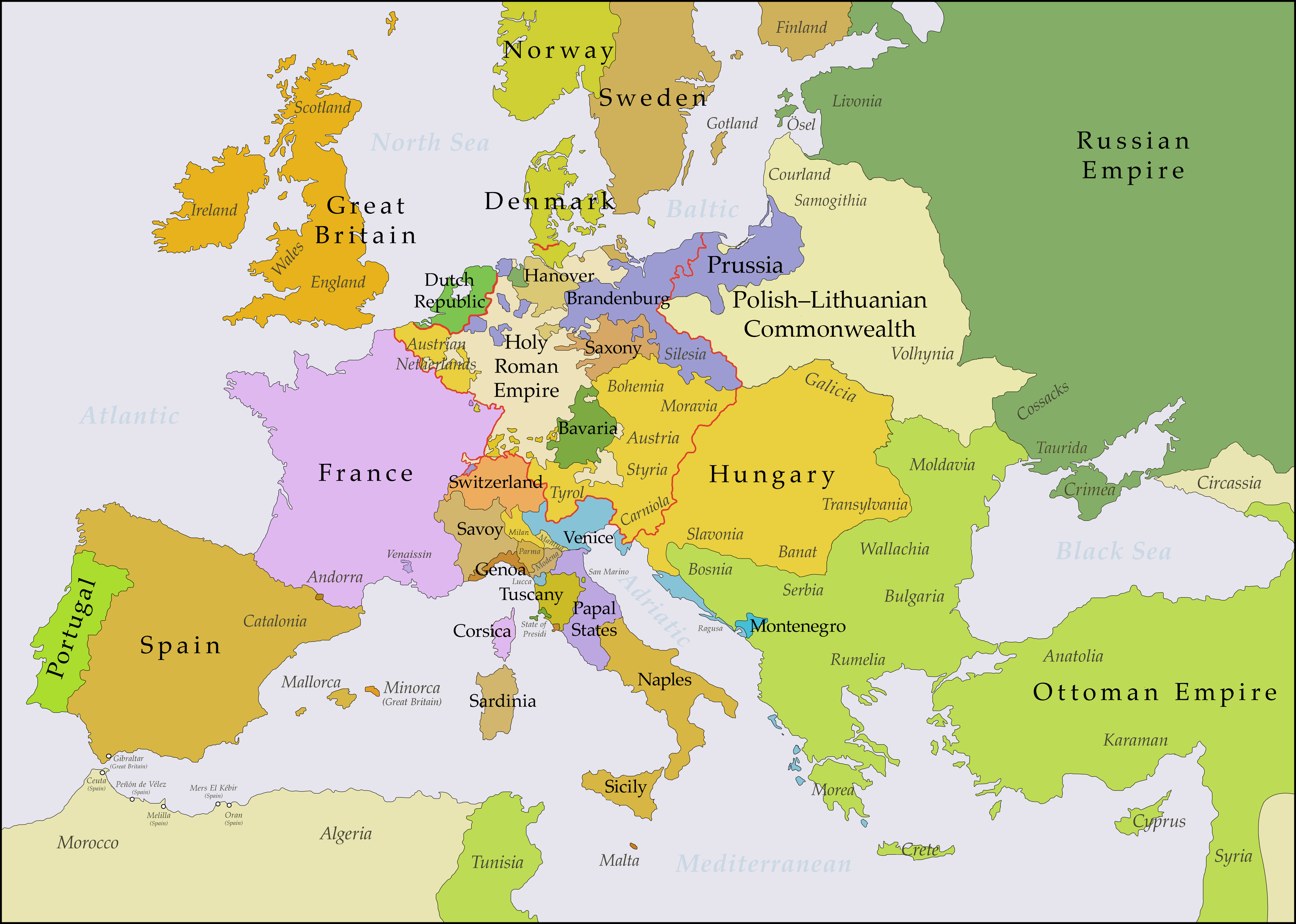
Europa després de l'annexió de Crimea per part de Rússia, amb la riba nord del mar Negre sota control rus

A instàncies de l'emperadriu Caterina, Şahin va permetre que els russos s'instal·lessin a la península, enfurismant encara més els de Crimea. Un grup d'aquests colons havia estat enviat a Jeni-Kale, que va romandre sota control rus després del nomenament de Şahin com a Kan. Els residents locals es van unir per evitar l'assentament rus, rebel·lant-se contra Şahin. Va enviar el nou exèrcit de reclutes que havia creat per sufocar la rebel·lió, només per veure que les seves forces sotmetien als rebels. La revolta es va estendre per la península i les forces rebels van avançar cap al palau de Şahin a Bakhtxissarai. Enmig d'aquesta rebel·lió, els crimeans exiliats a Constantinoble van pressionar el govern otomà perquè actués. Cedint-se a la pressió, el govern va enviar una flota a Crimea, aparentment per preservar el Tractat de Küçük Kaynardja. Rússia, però, va actuar més ràpid. Les forces russes van arribar a Jeni-Kale el febrer de 1778, aixafant la revolta abans que arribés la flota otomana. Quan la flota va arribar al març, es va trobar que no quedaven rebels per donar suport. Va lluitar contra una curt escamot amb l'armada russa davant d'Akitar (actual Sebastòpol), però es va veure "obligat" a fugir. Şahin va ser reintegrat com a Kan. Les escaramusses menors entre les marines otomana i russa van continuar fins a l'octubre de 1778, quan la flota otomana va tornar derrotada a Constantinoble.
Durant els anys següents, Şahin va continuar intentant reformar el Kanat. El suport al seu programa de reformes va romandre baix, i va ser seriosament minat per la decisió de l'emperadriu Catalina de reassentar els grecs pòntics del Pont de Crimea a la riba nord del Mar d'Azov, fora del kanat. Aquella comunitat, que era cristiana, era una part essencial de la classe mercantil de Crimea, i havia recolzat molt fàcilment les reformes de Şahin. Aquest reassentament va causar danys importants a l'economia de Crimea i va afeblir encara més la posició del Kan. Reconeixent la derrota a Crimea, l'Imperi Otomà va signar la Tractat d'AynaliKavak a principis de 1779. En l'acord, els otomans van reconèixer Şahin com a Kan de Crimea, van prometre no intervenir més a Crimea i van admetre que Crimea estava sota influència russa. El poble de Crimea ja no podia esperar el suport dels otomans. Les reformes de Şahin van continuar, eliminant gradualment els tàtars de les posicions d'influència política. Durant un breu període, Crimea es va mantenir en pau.
Una nova rebel·lió, provocada per la contínua marginació dels tàrtars dins del govern del Kanat, va començar el 1781. Diversos líders de clans i les seves forces es van reunir a la península de Taman, a través de l'estret de Kertx des de Crimea. L'abril de 1782, una gran part de l'exèrcit de Şahin va desertar als rebels i es va unir a ells a Taman. La comunicació entre els líders rebels, inclosos dos dels germans de Şahin, i l'elit administrativa de Crimea es mantenia ferma. Els oficials religiosos (ulames) i legals (kadı), parts importants de l'antic ordre otomà, van declarar obertament la seva antipatia per Şahin. Les forces rebels van atacar Kaffa el 14 de maig de 1782. Les forces de Şahin van ser derrotades ràpidament, i es va veure obligat a escapar a Kertx, controlat pels russos. Els líders rebels van escollir el germà de Şahin, Bahadır Giray, com a Kan i van enviar un missatge al govern otomà per demanar-li el reconeixement. Però amb poc marge de temps l'emperadriu Catalina va enviar al príncep Grigori Potiomkin per restaurar Şahin al poder. No es va presentar cap oposició significativa contra els russos invasors, i molts rebels van fugir de tornada a través de l'estret de Kertx. El Kan va ser restaurat a la seva posició l'octubre de 1782. En aquest moment, però, havia perdut el favor tant de Crimea com de l'emperadriu Catalina. En una carta a un assessor rus de Şahin, Caterina va escriure: "Ha d'aturar aquest tracte impactant i cruel i no donar-los [els de Crimea] un motiu just per a una nova revolta". Quan les tropes russes van entrar a la península, es va començar a treballar en l'establiment d'un port a la mar Negra per a l'ús de l'Imperi. La ciutat d'Akitar va ser escollida com a lloc del port, que passaria a albergar la recentment creada Flota del Mar Negre. Amb tot, la incertesa sobre la sostenibilitat de la restauració de Şahin Giray, va provocar un augment del suport a l'annexió de Crimea, encapçalada pel príncep Potemkin.

## Annexió
El març de 1783, el príncep Potemkin va donar una empenta retòrica per animar l'emperadriu Catalina a annexionar Crimea. Acabant de tornar de Crimea, li va dir que molts crimeans s sotmetrien feliçment al domini rus. Encoratjada per aquesta notícia, l'emperadriu Caterina va emetre una proclama formal d'annexió el 19 April [C.J. 8 April] de 1783. Els tàrtars no es van resistir a l'annexió. Després d'anys d'agitació, el poble de Crimea no tenia els recursos i la voluntat de continuar lluitant. Molts van fugir de la península, marxant cap a Anatòlia. El comte Alexander Bezborodko, aleshores un assessor proper de l'emperadriu, va escriure al seu diari que Rússia es va veure obligada a annexionar Crimea:
| « | La Sublim Porta no ha guardat la bona fe des del primer moment. El seu objectiu principal ha estat privar la independència de Crimea. Van desterrar el kan legal i el van substituir pel lladre Devlet Giray. Es van negar constantment a evacuar el Taman. Van fer nombrosos intents pèrfids d'introduir la rebel·lió a Crimea contra el legítim Khan Şahin Giray. Tots aquests esforços no ens van portar a declarar la guerra... La Porta mai va deixar de beure en cada gota de revolta entre els tàrtars... El nostre únic desig ha estat portar la pau a Crimea... i finalment ens vam veure obligats pels turcs a annexionar-nos la zona. | » |

Aquesta visió estava lluny de la realitat. La "independència" de Crimea havia estat un règim titella, i els otomans havien jugat poc paper en les revoltes de Crimea. Crimea va ser incorporada a l'Imperi com l'Oblast de Tàurida. Més tard, aquell any, l'Imperi Otomà va signar un acord amb Rússia que reconeixia la pèrdua de Crimea i d'altres territoris que havien estat en poder del Kanat. L'acord, signat el 28 de desembre de 1783, va ser negociat pel diplomàtic rus Yakov Bulgakov.